# La calle de la Riera de San Juan, desde la ventana del estudio del artista
La calle Riera de San Juan, desde la ventana del estudio del artista es una pintura al óleo sobre madera realizada por Pablo Picasso hacia el 1900 y que forma parte de la colección permanente del Museo Picasso de Barcelona. Ingresó en el museo como donación del artista en 1970 y se encuentra expuesto en la sala 4 de dicho museo. El cuadro no está firmado ni fechado, y en su reverso se encuentra un dibujo a lápiz plomo de un desnudo femenino de perfil.

## Descripción
En 1900, Picasso se instala en un nuevo taller, que comparte con su amigo Carlos Casagemas, en la calle de la Riera de San Juan, 17 —calle desaparecida al empezar la construcción de la Vía Layetana en 1907—.
En este óleo, la ventana abierta de par en par, de la que sólo vemos el ángulo inferior derecho, asoma al espectador a la visión de la calle y al movimiento de la vida cotidiana de una calle estrecha de la parte antigua de Barcelona. A la derecha, en el balcón, se muestra a un personaje que observa al artista mientras pinta. La ventana será un elemento frecuente en la obra picassiana, que sirve para la creación de nuevas relaciones espaciales entre interior y exterior, como, por ejemplo, el retrato de su hermana pintado en el mismo estudio y el mismo año, Lola, hermana del artista, en el estudio de la Riera de San Juan, El paseo de Colón o Los pichones, por citar tres obras de épocas muy diferentes.
La perspectiva, bien elaborada, configura una composición excelente. La obra indica una inclinación hacia la abstracción y el predominio de la mancha de color, en este caso con tonos ocres, marrones y grises, donde las figuras están más sugeridas que perfiladas, más insinuadas que evidenciadas, a diferencia de la manera de trabajar el dibujo de obras precedentes. La pincelada larga, de trazo decidido, capta y acentúa el movimiento y la animación de la calle.
De esta calle, y con la misma perspectiva, el museo conserva un dibujo. Desde este taller el artista realizó otras obras con temática barcelonesa, como Azoteas de Barcelona.